# آلیس در سرزمین عجایب (فیلم ۱۹۹۹)
آلیس در سرزمین عجایب (انگلیسی: Alice in Wonderland) یک فیلم تلویزیونی و محصول سال ۱۹۹۹ میلادی است.